# Прапор Кокосових Островів
Прапор Кокосових Островів — створений у 2003 році, офіційно затверджений 8 квітня 2004 року.
Офіційним прапором островів є прапор Австралії, проте також використовується і місцевий прапор. Це полотно зеленого кольору, на якому зображена кокосова пальма, півмісяць та Південний Хрест. Кокосова пальма — це візитна картка території, зелений колір та півмісяць символізують іслам.